# Liriomyza borealis
Liriomyza borealis este o specie de muște din genul Liriomyza, familia Agromyzidae. A fost descrisă pentru prima dată de Malloch în anul 1913.
Este endemică în British Columbia. Conform Catalogue of Life specia Liriomyza borealis nu are subspecii cunoscute.